# ورزشگاه چانگلیمیتانگ
ورزشگاه چانگلیمیتانگ (به لاتین: Changlimithang Stadium) یک ورزشگاه فوتبال در بوتان است که در تیمفو واقع شده‌است.